# Anaxagorea acuminata
Anaxagorea acuminata é uma espécie de magnólia. Foi descrito pela primeira vez por Michel Félix Dunal, e recebeu o nome exato por A. Dc. Anaxagorea acuminata pertence ao gênero Anaxagorea, e família Annonaceae.
Este tipo de planta pode ser encontrado em:
- Guiana

Não há tipos listados como este.